# Slavtsjo Binev

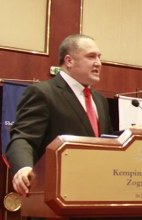
Slavtsjo Binev

Slavtsjo (Slavcho) Pentsjev Binev  (Bulgaars: Славчо Пенчев Бинев) (Sofia, 10 december 1965) is een Bulgaars politicus en tevens voormalig kampioen taekwondo.

## Biografie
Binev werd in 1992 Europees kampioen Taekwondo. Van begin jaren 90 tot 2006 was hij een van de voornaamste aandeelhouders van R – System Holding AD, een bedrijf bestaande uit meer dan 100 kleinere bedrijven in onder andere dienstverlening, entertainment, beveiliging en de bouw. In 2003 wijdde de Amerikaanse krant Washington Times een artikel aan Binev en R – System Holding AD getiteld “New kids on the Eastern Block”.
Op 20 mei 2007, vrijwel meteen nadat Bulgarije lid was geworden van de Europese Unie, werd Binev verkozen tot lid van het Europees Parlement namens de Bulgaarse partij Ataka. Samen met twee andere parlementsleden uit de Ataka maakte hij deel uit van de fractie Identiteit, Traditie en Soevereiniteit, totdat deze fractie in november 2007 uiteen viel. Als gevolg van het uiteenvallen van hun fractie werden Binev en zijn 2 collega’s niet-ingeschrevenen.
Namens Ataka stelde Binev zich in 2007 tevens verkiesbaar als burgemeester voor zijn geboortestad Sofia. Op 3 januari 2007 werd Binev ingezegend als Archont in de Basiliek van Santa Maria Maggiore te Rome. Dit leidde tot spanningen tussen Bulgarije en de Heilige Stoel.
Bij de Europese verkiezingen van 2009 verloor Ataka 1 lid in het Europees Parlement, maar Binev behield zijn zetel. Wel bleef hij een niet-ingeschrevene.
Als politicus zet Binev zich vooral in voor het energiebeleid in Europa. Zo kaartte hij in 2009 de problemen binnen de Bulgaarse energiesector aan, en verzette zich tegen het besluit van de Europese Commissie om de productie bij de “Kozloduy” energiecentrale stop te zetten.
Op 22 april 2012 richtte Binev zijn eigen partij op, de People for Real, Open and United Democracy. Tevens sloot hij zich aan bij de fractie Europa van Vrijheid en Democratie. In maart 2013 nam Binev deel aan de voorjaarsconferentie van de United Kingdom Independence Party.